# Petäisjärvi
Petäisjärvi eller Pettäisjärvi är en sjö i Finland. Den ligger i kommunen Nurmes i landskapet Norra Karelen, i den centrala delen av landet, 500 km nordost om huvudstaden Helsingfors. Petäisjärvi ligger 166 meter över havet. I omgivningarna runt Petäisjärvi växer i huvudsak barrskog. Den är 2 meter djup. Arean är 47,5 hektar och strandlinjen är 7,42 kilometer lång. Sjön  ingår i Vuoksens huvudavrinningsområde. 
I övrigt finns följande i Petäisjärvi:
- Kalmosaari (en ö)